# Hymenocarpos
Hymenocarpos es un género de plantas de la familia de las fabáceas

## Especies
- Hymenocarpos circinnatus (L.) Savi
- Hymenocarpos lotoides (L.) Visc.